# Cappelen Damm
Cappelen Damm är ett norskt bokförlag som bildades 2007 genom en fusion av förlagen Cappelen och Damm. Förlaget är Norges största, med en omsättning på 1,2 miljarder norska kronor under 2012. Cappelen Damm ägs av Bonnier Books och Egmont, som vardera äger 50 procent av aktierna i bolaget.